# Бертешкяй
Бертешкяй (Berteškiai) — село у Литві, Расейняйський район, Бетигальське староство, знаходиться за 1 км від села Восілішкіс. Станом на 2011 рік у селі проживало 251 людина.

## Принагідно
- мапа із зазначенням місцерозташування

| Литва | Це незавершена стаття з географії Литви. Ви можете допомогти проєкту, виправивши або дописавши її. |